# اوک گروو، شهرستان هاردین، تنسی
اوک گروو (به انگلیسی: Oak Grove) یک منطقهٔ مسکونی در ایالات متحده آمریکا است که در شهرستان هاردین، تنسی واقع شده‌است. اوک گروو ۱۲۷٫۱ متر بالاتر از سطح دریا واقع شده‌است.